# Квасюнино
Квасюнино — деревня в Шекснинском районе Вологодской области.
Входит в состав сельского поселения Сиземского (с 1 января 2006 года по 8 апреля 2009 года входила в Чаромское сельское поселение), с точки зрения административно-территориального деления — в Чаромский сельсовет.
Расстояние по автодороге до районного центра Шексны — 25 км, до центра муниципального образования Чаромского — 7 км. Ближайшие населённые пункты — Бессолово, Андруково, Копосиха.
По переписи 2002 года население — 115 человек (54 мужчины, 61 женщина). Всё население — русские.